# Vojska (gmina Svilajnac)
Vojska (cyr. Војска) – wieś w Serbii, w okręgu pomorawskim, w gminie Svilajnac. W 2011 roku liczyła 837 mieszkańców.